# آنلیس آسومپچائو
آنلیس آسومپچائو (زاده ۱۶ مه ۱۹۸۰) یک خواننده و ترانه‌سرای برزیلی است.
آنلیس آسومپچائو متولد سائوپائولو، دختر ایتامار آسومپچائو، یکی از چهره‌های اصلی وانگاردا پائولیستا است. او کار خود را به عنوان خواننده پشتیبان برای پدرش آغاز کرد و در سال ۲۰۰۱ به گروه دونازیکا پیوست. او فعالیت انفرادی خود را در سال ۲۰۰۷ آغاز کرد

## دیسکوگرافی

### آلبوم‌های استودیویی

#### با دونازیکا
- ۲۰۰۳ - ترکیب
- ۲۰۰۵ - فیلم برزیلی

#### آلبوم‌های انفرادی
- ۲۰۱۱ - من یک مظنون هستم، من یک سوژه هستم، من یک مقدس نیستم
- ۲۰۱۴ - آنلیس آسومپچائو و دوستان خیالی
- ۲۰۱۸ - تورینا